# Tarachina occidentalis
Tarachina occidentalis är en bönsyrseart som beskrevs av Giglio-tos 1915. Tarachina occidentalis ingår i släktet Tarachina och familjen Iridopterygidae. Inga underarter finns listade i Catalogue of Life.